# Achavalite
L'achavalite (ou achávalite) est une espèce minérale très rare, séléniure de fer et de cuivre, membre du groupe de la nickéline. Elle n'a été trouvée que dans un seul complexe minier argentin, ayant été découverte pour la première fois en 1939 dans un gisement de séléniure. Le topotype est la mine Cacheuta, Sierra de Cacheuta, province de Mendoza en Argentine,,.